# Les Soliloques du Pauvre
Les Soliloques du Pauvre est un recueil de poèmes de Jehan Rictus. Publié en 1897, il a été considérablement revu en 1903.
Ce recueil présente plusieurs originalités dans la poésie française, dont cette déformation de la langue poétique: la retranscription du langage du peuple du Paris de son époque.
Dans un mot que Stéphane Mallarmé adresse à Jehan Rictus, publié dans Les Cahiers, il déclare : « Merci, mon cher Poète, du beau livre : oh ! Quel étrange, poignant et sourd instrument vous vous êtes fait, je trouve génial votre déformation de la langue. Tout ce que je ne connaissais pas du Soliloques du Pauvre m’émeut d’art, autant que j’en admire la source humaine ; cela part d’une telle profondeur pour jaillir si haut. Je vous exprime affectueusement ma gratitude, cher Jehan Rictus, d’avoir pensé que je saurais vous lire et regrette mon départ de Paris quand vous avez bien voulu me visiter. Votre, très pris - S.M. »
Fascination ou alors acte de politesse de la part d’un Mallarmé adepte de la pratique sociale des billets; ce dernier reconnaît tout de même la spécificité de ce contemporain qui comme lui fait jaillir, mais d'une toute autre manière, quelque chose de neuf dans la poésie française.

## Structure

### Les éditions de 1897
« Faire enfin dire quelque chose à quelqu’un qui serait le Pauvre. Ce bon pauvre, dont tout le monde parle et qui se tait toujours. Voilà ce que j’ai tenté. »

— J R
Le titre Les Soliloques du Pauvre apparaît en 1895 dans la plaquette L'Hiver, contenant la première pièce du recueil, comme le titre d'une série. Il est repris de même dans les pré-originales des soliloques « Impression de promenade » dans le Gil Blas de décembre 1895 et « Épilogue » dans le Libertaire en novembre 1896.
Le recueil paraît à compte d'auteur en mai 1895 et fut repris au Mercure de France à la fin du mois.
Il se compose des poèmes « L'Hiver », « Impression de promenade », « Trilogie », « Le Revenant » et « Le Printemps » suivis, avec le sous-titre « Actualités », des poèmes « Soliloque du Chanteur ambulant », « Épilogue » et « Farandike des Pauv's tits Fanfans ».

### L'édition de 1903 et suivantes
L’ouvrage est réédité en 1903 chez Sévin et Rey, par les soins d'Eugène Rey, ami d'enfance du poète.
Le texte de 1897 a été considérablement revu. Les trois « Actualités » disparaissent. Les deux premières sont des soliloques plus faibles et moins intemporels. Quant à la « Farandole », ce n'est pas le personnage qui parle, mais des enfants. (Ces poèmes avaient été ajoutés en 1897 pour faire du volume sans doute). Les remplacent « Crève-Coeur », qui avait déjà paru dans le recueil Doléances en 1900, et un nouveau soliloque en trois parties, « Les Masons ».
Le nouvel ouvrage y acquiert, enfin, son unité. D'autres réimpressions suivront, avec en général des retouches mineures. Le texte définitif est celui de 1921, réédité en 1925 puis plusieurs fois après la mort du poète.
S'y ajoutent des illustrations de Steinlen qui accentuent le caractère sériel de l'ouvrage. Grâce à ces illustrations, le lecteur suit un même personnage durant tout le recueil, un personnage dessiné sous les traits de Jehan Rictus lui-même, errant dans les rues de Paris comme il a pu le faire quelques années auparavant.
Notons que ce personnage apparaissait, déjà dessiné par Steinlen, sur la couverture de la plaquette L'Hiver puis, plus distinctement encore, dans l'originale de « Impressions de promenade » dans le Gil Blas. Notons aussi qu'une première série de dessins, dus cette fois à Sunyer, accompagnait certaines éditions de luxe du recueil à compte d'auteur.
Prenons le cas de la section « Le Printemps », cette dernière se segmente en trois parties :
- « La Journée » : La sous-catégorie où le personnage est le moins visible. Sa place dans l’espace visuel de l’illustration est partagée avec des personnes de la haute société. Une seule illustration témoigne du partage de l’espace au sein de la même vignette entre ses deux classes sociales (Jehan Rictus : classe populaire et les dames : la haute société). Celle-ci très stratégiquement placée en début de partie porte une très forte signification sociale. Ces deux groupes sociaux n’ont donc pas lieu de se croiser ou encore de se fréquenter étant donné qu’ils ne regardent pas dans la même direction et ne vont justement pas au même endroit. Cela témoigne du cloisonnement social du personnage que ce soit dans son parlé comme le souligne la reprise constante de la locution « v'là t'y pas » ou encore dans la manière dont il est vêtu. (élégamment au premier abord, mais avec des vêtements très usés).

« Mes chaussett’s ? C’est pus qu’des mitaines ! Mes s’mell’s ? Des gueul’s d’alligators. Ma reguingote a fait d’la peine Et mon phalzar, y m’fait du tort ! »

- « Le furtif et le mystérieux » : Ici, le personnage est en retrait et observe les mœurs sociales, comme dans la première partie. Cette fois, ce sont celles de la classe populaire (nommée cravaleurs ou populo). Le choix de la déformation du nom « cravaleur », le passage de la consonne occlusive vélaire sourde [k] s’articulant avec le r guttural se concluant par la voyelle orale /a/, donne une résonance plus forte au r guttural et permet sémantiquement de retranscrire la dureté du travail de ses cravaleurs. De plus, une forme d’historicité est perceptible à travers ses illustrations qui figent le quotidien ainsi que les topoi de cette classe.

« Les bras ballants et la voix rêche,

Par group’s, au coin des carrefours

Populo gouale ses amours

Et l’plaisir d’aimer… dans la dèche ! »

- « Prière » : Le personnage prie voire supplie Dieu de le rendre libre. Il y rend compte du travail éreintant de ses aînés et de la misère.

« Seigneur, mon Guieu ! j’suis près d’périr

Et v’là ma peine elle est ben vraie,

Quand un malade il a eun’plaie

Faut-y rien faire ou la guérir ? »

À noter également l’inquiétante noirceur en arrière fond (angoisse ou passage de la mort ?) ; cette forme semble contraster avec la maigreur extrême et la teinte grisâtre du personnage. De plus, les mains autour de son cou pourraient tantôt se rapporter à une volonté de s’extirper de l’emprise et l’oppression de cette noirceur menaçante qui l’étoufferait, ou bien au fait que le personnage se noue quelque chose autour du cou (possiblement une corde) par les traits de crayon qui se morfondent avec ceux de son corps.
Les poèmes de Rictus sont écrits en octosyllabe divisés en quatrain. Le choix de l’octosyllabe n’est pas anodin. En effet, il est moins noble que l’alexandrin ou que le décasyllabe. L’octosyllabe a quelque chose de populaire. Nous l’utilisons dans la chanson car plus proche du parlé. C’est une unité naturelle que Jehan Rictus a choisi de mettre à l’honneur dans ses soliloques pour revenir à quelque chose de naturel, ce qui va de pair avec le choix du langage réprouvé (populaire).

## Genèse

### La bohème et les salons littéraires
En même temps qu'il mène une vie précaire à Paris, vers le milieu des années 1880, Gabriel Randon est introduit dans les milieux de la bohème parisienne par des figures comme Jean-Baptiste Clément, l’auteur du Temps des Cerises. Il fréquente le cercle littéraire de la Butte à partir de la fin de l’année 1885.
De cette époque date son poème « Jeunesse  » qu'il déclama en mai 1886 mais ne publia jamais sur papier, et qui ne va pas sans rappeler le début du soliloque « Le Printemps » du futur Jehan Rictus :

« La voyez-vous passer la bande de braillards ?

Ils descendent gaiement la butte parnassienne,

Chaque Mimi vêtue en belle lutécienne,

Allume des éclairs dans les yeux des vieillards

Criant, hurlant, dansant dans tous les caboulots,

La bande sort et prend le milieu de la rue,

Qui disait la folie à jamais disparue,

La voilà qui venait agitant ses grelots.

Évohé ! Les amours ! jusqu’aux cieux éclatants,

La chanson monte et la rue est égayée,

La Jeunesse qui passe à l’âme ensoleillée

Il finira demain le rêve des vingt ans !
[…] »

La Butte est alors un lieu de rencontre pour toute une sociabilité qui compte par exemple Rachilde, Paul Pradet, Louis-Pilate de Brinn’gaubast et Gabriel-Albert Aurier, qui auront tous une importance particulière pour celui qui deviendra Jehan Rictus, et qui partagent notamment une forte animosité envers la bourgeoisie de leur siècle.

#### La rencontre de Bruant
On peut penser que c'est aux réunions de La Butte que Gabriel a pu entendre pour la première fois de la poésie argotique. Les comptes-rendus qu'en faisait Trublot (Paul Alexis) dans Le Cri du Peuple, sont en argot... On note de plus que des poèmes de Jean Richepin y sont récités : « La Mignotte » par Randon lors de la première réunion le 5 mai 1886 et « Nomades » par Eugène Rey lors de la seconde. Mais, qu'on ne s'y trompe, ce sont deux extraits des Blasphèmes et en français ordinaire : d'ailleurs les seuls poèmes en argot que Jean Richepin a signés sont dans son premier recueil, Les Gueux. Randon et Rey travaillaient chez Dreyfous, l'éditeur de Richepin, à l'époque justement où y étaient réédités ces Blasphèmes. Donc quand Jehan Rictus note dans son Journal, à la mort de Richepin : « Dans ma jeunesse j’ai été beaucoup impressionné par la Poésie de Jean Richepin. j’en apprenais par cœur... Il m’a fallu un long effort pour me délivrer de cette mauvaise rhétorique. » il ne s'agit pas de poèmes en argot. Au contraire, c'est l'argot des Soliloques qui l'a délivré de ce vers post-romantique sans issue.
Voici cette « Mignote » qu'avait choisie Randon :
« Fille de Bohême aux yeux d'alouette,

Aux cheveux en vrille, aux petits pieds courts,

J'achetais jadis d'une pirouette

Les sous qui pour moi pleuvaient dans les cours.
Maintenant je suis la belle des belles.

J'ai des amoureux dans le monde entier.

Et sans qu'on me paie impôts et gabelles,

Ainsi que le roi, j'ai mon argentier.
(...)
J'aurais l'Empereur, le Pape lui-même ;

J'aurais leur bon Dieu, si je le voulais.

Mais je n'aime pas ce troupeau qui m'aime,

Ces fronts de vaincus, ces cœurs de valets.
J'aime un argotier au mufle de fauve,

Aux yeux de vieil or, aux reins embrasés,

Qui seul fait craquer mon lit dans l'alcôve

Et mon petit corps sous ses grands baisers. »
En vérité il rencontre l'argot dans les chansons d'Aristide Bruant, dont avec son camarade Eugène Rey il fréquente le cabaret Le Mirliton. Il se lie quelque peu avec le chansonnier et c'est d'ailleurs Bruant qui, l'un des premiers, lui publie de ses poèmes en 1887 dans la feuille du Mirliton.
Curieuse coïncidence, le numéro du Mirliton où figure le premier poème de Gabriel Randon propose aussi, de Bruant, « Récidiviste », qui est comme un soliloque de pauvre :
« Comment, v’là d’jà minuit qui sonne !

Ej’ croyais pas qu’il ’tait si tard,

C’est vrai qu’on rencontr’ p’us personne

Et qu’on n’entend p’us grand pétard.

Vrai, si j’étais propriétaire,

J’irais ben m’ coucher un moment...

Mais je n’ suis mêm’ pas locataire

V’là po’rquoi que j’ cherche un log’ment :
Un coin d’ chambr’, eun’ soupente, eun’ niche,

Eun’ machine oùsqu’on est chez soi,

Oùsque quand i’ pleut on s’en fiche,

Oùsqu’on a chaud quand i’ fait f’oid ;

Quand j’étais p’tit ej’ me rappelle

Que c’était comm’ ça chez moman.…

Aujo’rd’hui, forcé d’ fair’ flanelle...

V’là po’rquoi que j’ cherche un log’ment.
Les jours de beau j’ai ben la r’ssource

Ed’ me faire un lit su’ un banc,

C’est d’ la choquotte, après eun’ course,

Ed’ s’étendr’ su’ l’ dos ou su’ l’ flanc,

Mais pas moyen d’ dormir tranquille,

Oh ! là là ! qué’ chambardement !...

C’est des poivraux, des sergents d’ ville...

V’là po’rquoi que j’ cherche un logement.
[…] »
Bien entendu c'est une influence refoulée : il est hors de question pour le prolétaire rêvant d'accéder aux plus hautes marches du Parnasse de se représenter comme chansonnier !

### Les petites revues
Les premières publications de Gabriel datent donc de 1887.
Sa poésie est alors très académique, en alexandrin et reprenant des lieux communs peu originaux : il la qualifiera lui-même de « bégaiements poétique dont les intentions seules étaient bonnes. »
De tels bégaiements, il continue à en produire jusqu'à sa percée comme poète en argot, fréquentant assidûment d'autres jeunes rimeurs de sa génération et quelques aînés, tous partageant un fort désir de percer au Parnasse et une absence de talent. Les premiers de ces poèmes étaient simples et naïfs mais, à se cultiver auprès de ces camarades plus lettrés, la poésie de Gabriel Randon acquiert de l'allure, sans en gagner vraiment de véritable originalité. Une vingtaine de pièces vont paraître dans des « petites revues ».
À la fin des années 1880, c'est le poème intitulé Remember dans la jeune revue La Pléiade. Puis il fréquente Saint-Pol-Roux et sous son influence s'essaie à composer La Dame de Proue, un poème-fleuve dont seuls quelques extraits ont paru. Il est à deux doigts de compter parmi les fondateurs du Mercure de France qui lui insère en novembre 1892 un « Madrigal » aux accents baudelairiens. Mais le summum de sa première manière est « L'Éternel Cycle », une laborieuse épopée de plus de 300 vers d'une inspiration rappelant la Légende des siècles cette fois et qui paraît en 1894 dans la Simple Revue, en plusieurs livraisons.

### Journalisme et anarchisme
À la fin des années 1880, les publications de Gabriel Randon sont aussi des Nouvelles à la Main qu’il rédige pour Le Figaro.
Dans ces activités de journaliste il écrit notamment des articles sur l’anarchisme, mouvement auquel il ne participe pas activement, mais avec lequel il partage des idées, comme un certain nombre d'artistes de la fin du XIXe siècle. Gabriel Randon signe ainsi le virulent article « Il n’y a pas d’innocents » dans La Revue anarchiste en novembre 1893. En 1895, paraît dans L’Aurore parisienne illustrée une Litanie de la Force dans laquelle l'auteur adopte une tonalité exaltée :

« Espoir réconfortant des Rêveurs faméliques

Et rictus des Blafards fous et mélancoliques ;

– Nymphe aux courroux soudains, éveillez les désastres…

Levier d’or fracturant la Porte de Beauté,

Et Muse du Poète ivre de Liberté !

– Vierge éclatante, Force, aidez-nous dans nos luttes. »

L’auteur affirme ainsi une tonalité révoltée et on retrouve d’ailleurs dans cette litanie le « rictus » de J. Rictus, le pseudonyme avec lequel il signe des articles dès 1892 et par lequel il s’inscrit dans la continuité du poète François Villon. À l'image de ce dernier, Gabriel Randon souhaite ainsi se construire une légende de poète misérable qui s'attaque à l'ordre social.
Dans cette optique, il tente d'écrire un roman intitulé L'Imposteur et qui reprend une idée qu'il n'est alors pas le seul à nourrir : celle de mettre en scène le retour du Christ, dans une société où l'homme paraît bien peu rachetable. Ernest Gégout, avec qui il avait été question d'une collaboration pour mener le projet, publie finalement chez Stock son propre roman ayant ce thème, en 1898, intitulé Jésus. Gabriel Randon tente, en vain de lui intenter un procès, mais l'épisode peut mettre en évidence combien l'attitude critique envers la société est constitutive de l’œuvre de l'auteur.

### Avènement d'une carrière
Autodidacte, Gabriel Randon ne bénéficie pas de la culture classique de ses comparses poètes et son art s’en trouve mis à la marge, jusqu’à ce qu’il finisse par trouver sa voie (et sa voix) en mettant à profit la mode de l’argot, alors déclamé dans des cabarets comme Le Mirliton lors des « engueulades » d’Aristide Bruant.
En septembre 1895, Gabriel Randon achève le poème L’Hiver (dont l’attaque du premier vers « Merd’ ! V’là l’Hiver et ses dur’tés » évoque la tonalité d’une pièce de théâtre qui paraît peu de temps après : Ubu Roi d’Alfred Jarry qui commence par le mot : « Merdre. »). Par ailleurs, pour pouvoir dire ses poèmes dans le cabaret des Quat’z’arts, il se fait chansonnier en signant un contrat avec François Trombert, le propriétaire des lieux. Dans ce rôle, il met en scène sa situation précaire pour incarner le Pauvre de ses poèmes. Il publie dans la foulée le poème L’Hiver, sous le pseudonyme de Jehan Rictus, dans une plaquette intitulée Les Soliloques du Pauvre. Il déclame pour la première fois ses vers le 12 novembre 1895 et la soirée est un succès. La verve des ballades argotiques de Jehan Rictus marque les esprits, et, ajoutant le goût du scandale au succès de la récitation, l'irrévérence envers Victor Hugo de la strophe suivante de L’Hiver fait même s’insurger Catulle Mendès :

« Ainsi, t’nez, en littérature

Nous avons not’ Victor Hugo

Qui a tiré des mendigots

D’quoi caser sa progéniture ! »

Lors de cette première performance, il récite également Impressions de promenade et le soliloque d'actualité du Chanteur ambulant. L’accueil par la presse est positif mais reste plutôt confidentiel, avec une évocation dans le Journal des débats et des critiques positives dans L’Écho de Paris,. Il compose par la suite d’autres Soliloques et notamment Le Revenant, inspiré d’une idée de roman qu’il avait intitulé L’Imposteur et qui sera l'un de ses poèmes remportant le plus de succès. Le 9 mars 1896, Jehan Rictus quitte les Quat’z’arts pour signer avec Rodolphe Salis et se produire au cabaret Le Chat Noir.

### Heurs et malheurs éditoriaux
La tonalité de ses poèmes lui cause quelques soucis, comme au cabaret La Roulotte, où le propriétaire, Georges Charton, lui interdit de dire certains poèmes pour des raisons religieuses, mais surtout au moment de l’impression de son manuscrit, quand la Société Typographique de Chateaudun refuse finalement, après avoir dans un premier temps accepté, d'imprimer le recueil car elle considère que les Soliloques, et tout particulièrement Le Revenant, sont « de nature à choquer l’idée de presque tous les Français ».
Le recueil paraît finalement le 4 mai 1897, sorti des presses de l’Imprimerie de l’Art E. Moreau et Cie, mais la publication est éclipsée par l’incendie du Bazar de la Charité qui a lieu le même jour. Peu relayée par la presse, la parution est néanmoins saluée dans des lettres privées adressées à l’auteur : notamment celles de Stéphane Mallarmé et d’Albert Samain. D’abord édité à compte d'auteur, il se fait ensuite publier par la Société du Mercure de France à partir du 23 mai 1897. Gabriel Randon devient ainsi Jehan Rictus, le chantre du Pauvre. Il réalise bien le projet écrit en épigraphe de son recueil, mais aura du mal à se renouveler par la suite, relégué par ses contemporains au rang de « curiosité littéraire ».

## Langage argotique
L'argot est un sociolecte d'abord utilisé comme un langage détourné par des groupes sociaux de classes populaires dont les locuteurs sont les seuls à pouvoir comprendre le sens. Il s'agit d'une forme de langage permettant à ses utilisateurs de contourner les barrières sociales, politiques et culturelles en chiffrant mots et expressions. La formation d'un langage argotique se concentre autour du verlan, de changements de classe lexicale ou encore de néologismes : il se forme sur des mots déjà existants plutôt que sur de vraies inventions linguistiques. Les principaux thèmes que visent le lexique argotique tournent autour de la violence, de la sexualité ou encore de la drogue puisque ce sont des sujets de conversations qui dérangent en société. De là, la force de ce langage détourné est d'autant plus explicite qu'il incarne le refus d'un ordre étatique. À force d'être employées, certaines formes argotiques entrent dans le langage courant. De fait, l'argot et son emploi deviennent un thème central dans les productions lexicographiques et littéraires à la fin du XIXe siècle puisque son utilisation se fait de plus en plus fréquente. Nous pouvons citer : Essai philosophique, linguistique et littéraire sur l'argot, Les Filles et les voleurs d'Honoré de Balzac, « L'Argot, c'est le verbe devenu forçat » écrit Victor Hugo ou de nombreux articles publiés dans les journaux tels que Le Figaro. Dans ces écrits, la question de l'authenticité de l'argot émerge puisque son utilisation tourne à l'excès entre le XIXe et le XXe siècle. Le langage argotique donne parfois à voir davantage un snobisme qu'un langage populaire détourné. Jehan Rictus déclare lui-même utiliser l'argot « comme on met de l'ail dans un gigot ». L'argot étant à l'origine une façon particulière de communiquer sans être compris par d'autres groupes sociaux, l'employer de manière excessive annule directement son emploi.
Le recueil Les Soliloques du pauvre témoigne de la langue du peuple de Paris de l'époque. Le pauvre des Soliloques est le type du gueux traditionnel en littérature, notamment dans la littérature misérabiliste. L'auteur ayant vécu lui-même à la rue pendant quelque temps, ce personnage s'apparente à une représentation et une incarnation de Jehan Rictus. Ses textes sont écrits dans leur totalité en argot ou en langue populaire ce qui donne à l'auteur un statut de porte-parole des marginaux. À ceci s'ajoute un ton véhément et ironique qui attaque les classes bourgeoises de la société contemporaine dans laquelle il vit. Par ailleurs, l'argot est poussé à son excès dans les poèmes de Rictus ce qui donne à voir un faux semblant généralisé et pose la question de l'artificialité.
Prenons l'exemple du poème Le Printemps, les quatre premiers quatrains de la première partie « La Journée » :

« Bon v’là l’Printemps ! Ah ! salop’rie, 

V’là l’ monde enquier qu’est aux z’abois

Et v’là t’y pas c’te putain d’ Vie

Qu’a r’biffe au truc encore eun’ fois !

La Natur’ s’achète eun’ jeunesse,

A s’ déguise en vert et en bleu,

A fait sa poire et sa princesse,

A m’ fait tarter, moi, qui m’ fais vieux. »

Les formes langagières de ce poème illustrent l'usage abusif de l'argot dont est accusé Rictus : utile pour réciter ou rapper des vers, cet excès semble se justifier par son emploi lié à l'oralité. Les principaux marqueurs de l'argot sont le « a » remplaçant le pronom personnel singulier féminin « elle » ainsi que le « eun » qui indique « une ».
Cette écriture populaire intéresse et questionne de nombreux critiques littéraires qui ont recensé les termes argotiques du XIXe afin d'en faire des glossaires ou des dictionnaires. Nous pouvons citer les ouvrages de Lucien Rigaud comme le Dictionnaire du jargon parisien ou le Dictionnaire d'argot moderne ou bien le "Glossaire argotique" de Jean Richepin. Concernant Les Soliloques du pauvre, les termes argotiques qu'emploie Rictus se trouvent pour la plupart être des utilisations à un argot parisien mais aussi à des argots picards, à savoir que Rictus a des origines picardes lui-même étant né dans le Pas-de-Calais. Par ailleurs, l'édition de Nathalie Vincent-Munnia aux éditions Gallimard possède un glossaire qui s'est construit majoritairement avec la plateforme du CNRTL.
L'utilisation de l'argot fonctionne avec un refus de l'utilisation de l'alexandrin, vers représentant et symbolisant la bourgeoisie littéraire. Au cours du XIXe siècle, la versification est remise en question et modulée par les poètes ce qui provoque la crise de l'alexandrin et des codes métriques dits classiques. Concernant son ouvrage poétique, Jehan Rictus fait le choix de se servir de l'octosyllabe. Ce mètre, connoté comme moins noble que certains vers comme l'alexandrin ou le décasyllabe, il est plus facile d'accès de par sa longueur et le fait qu'il ne nécessite aucune césure. On peut alors le qualifier de populaire grâce à sa malléabilité qui lui permet d'être utilisé par une grande partie de la population puisqu'ayant des codes moins rigides.

### Usage de la syncope et des parenthèses
Nous pouvons remarquer dans l’écriture poétique de Jehan Rictus une poésie comme tronquée par de nombreuses syncopes à travers l’usage d’apostrophes qui rythment ainsi sa poésie, comme nous pouvons le voir à la page 114 de Jehan Rictus dans Les Soliloques du Pauvre dans le poème « La journée » :

« L’est fini l’temps des z’engelures,

Des taup’s a sort’nt avec des p’lures

Dans de l’arc-en-ciel agencées

De tous les tons, de tous les styles »

Nous notons que la troncation de l’article « le » est collé au syntagme « temps » par l’usage de l’apostrophe donnant ainsi l’occurrence : « l’temps » Il y a ainsi une suppression du « e » afin de le rendre non vocalisé et a-vocal. Nous remarquons également dans cet exemple. Les apostrophes prennent la place du « e » muet, celui qui n’est pas vocalisé. Ce phénomène se retrouve sous de nombreuses formes chez Rictus comme à la page 113 dans le même poème :

« Amour ! Lilas ! Cresson d’fontaine,

Les palpitants guinch’nt en pantins,

Et d’Montmertre à l’av’nu’ du Maine

Ça trouillott’, du côté d’Pantin ! »

Ici, « guinch’nt » est un substantif tronqué puisqu’il n’est pas vocalisé sur les dernières syllabes, on remplace la voyelle, le « e » muet par l’apostrophe, cette syncope présente en fin de lexème résonne ici comme une proposition de prononciation, le poète nous indique la façon dont il faut lire sa poésie.
Il y a également le syntagme : « l’av’nu’ » qui est intéressant par sa double syncope car il manque un « e » labellisé : « l’avenue » et un « e » muet : « l’avenue », nous remarquons donc que la troncation par apostrophes sert non pas à la prononciation du français normatif, mais à la prononciation prosodique, des vers et de la métrique bien particulière de Rictus. Il s’agit donc d’une aide poétique par la troncation de la voyelle la plus importante mais qui est aussi la plus utilisée en français qui est le « e ». Il y a également la troncation de consonnes comme dans le vers : « Et ballad’rait su’ ses pistils. »
Il y a un effacement de la consonne « r » : « su’ ses » qui est très particulière car inhabituelle et donne ainsi une indication sur la façon de prononcer le vers de Rictus.
La syncope par apostrophe peut être présente en début comme en fin de substantif, permettant ainsi de remplacer le « e » muet, tout comme dans le rap français actuel avec Virus dans le morceau « Koendelietzsche » :

« Etcetera…, j’sais qu’c’est raté pour cette vie, on –

Verra la prochaine fois, tel est mon leitmotiv

J’comprends les raisons qui démotivent l’émotif

A s’investir dans quelque chose de fixe

Les lésions à distance comportent quelques rixes… »

Il y a là un jeu sur les scansions : « j’sais qu’c’est raté », il y a donc une troncation par apostrophes très présente dans la poésie de Rictus qui perdure jusque dans les écritures poétiques contemporaines.
Nous relevons par la suite dans ces syncopes un style presque anglophone ou faisant penser à des anglicismes comme avec Rictus dans Les Soliloques du Pauvre dans le poème « la journée » à la page 114 :

« V’là les poèt’s qui pinc’nt leur lyre

(Malgré qui n’aient rien dans l’fusil),

V’là les Parigots en délire

Pass’ qu’y pouss’ trois branch’s de persil ! »

La troncation sur le dernier vers donne un aspect presque anglophone aux substantifs : « branch’s » et « pass’ », les apostrophes sont omniprésentes et rappellent une volonté de simplification phonétique se rapprochant du système anglophone, se rapprochant d’une musicalité, de l’oralité des langues étrangères, ou bien comme à la page 116 :

« Mes chaussett’s ? C’est pus qu’des mitaines !

Mes s’mell’s ? Des geul’s d’alligators.

Ma reguingote a fait d’la peine

Et mon phalzar, y m’fait du tort ! »

La troncation « s’mell’s » rappelle le verbe « smells » en anglais ou encore « chaussett’s » qui fait penser au « ‘s » d’appartenance et de possession dans la langue anglaise.
Puis, dans le même poème à la page 114 nous relevons également une oralité présente :

« du bleu, du ros’, tout’s les couleurs ;

Et ça fait croir’ qu’a sont des fleurs

Dont la coroll’ s’rait renversée

Et ballad’rait su’ ses pistils. »

Dans la proposition : « Dont la coroll’ s’rait renversée » l’occurrence « s’rait » est intéressante car elle résonne comme une contraction de l’oral et est écrite phonétiquement comme une mimésis du langage oral.
Le rap de Vîrus est intéressant à analyser par les nombreuses syncopes qui sont écrites comme dans le morceau « Des fins… » :

« À plus de deux, c’est plus des confessions

J’m’en veux, mes lèvres auraient dû rester collées sur un glaçon »

Ou encore dans le morceau « 6.35 » :

« Direct, j’me suis promis d’leur mettre recto-rectum

Le p’tit garçon qui s’trouve moche deviendra Parabellum

C’qui explique un tel acharnement

C’est qu’y a cette deadline »

Les occurrences : « J’m’en veux », « d’leur », « p’tit », « qui s’trouve » et « c’qui » sont intéressantes puisqu’elles traduisent toutes d’une troncation de la voyelle « e » par souci de prosodie et de prononciation. Seule l’occurrence « qu’y » est ainsi tronquée en remplacement de « qu’il y a », c’est donc toute une construction grammaticale qui est ici remplacée par une apostrophe : « qu’y » tenant ensuite compte de la liaison du son « qu’y-a » proche de « ce qu’il y a » mais plus complexe sur le point phonétique. En ce sens, les syncopes créées par les apostrophes permettent une plus rapide efficacité orale qui semble se répercuter à l’écrit.
Jeux typographiques : Les parenthèses et les guillemets comme mises en capsules.
La forte présence des parenthèses permet d’apporter une ironie dans la poésie de Jehan Rictus, comme à la page 114 dans Les Soliloques du Pauvre, dans le poème : « la journée » :

« V’là les poèt’s qui pinc’nt leur lyre

(Malgré qui n’aient rien dans l’fusil),

V’là les Parigots en délire

Pass’ qu’y pouss’ trois branch’s de persil ! »

Les parenthèses permettent ici une familiarité, une connivence avec le lecteur puisque le poète fait lui-même des commentaires dans sa poésie, créant ainsi un décalage, un certain humour et une ironie poétique à la page 25 :

« Ainsi, r’gardez les empoyés

(Ceux d’l’Assistance évidemment) » »

Et à la page 27 :

« Soit – Mais, moi, j’vas sortir d’mon antre

Avec le Cœur et l’Estomac,

Plein d’soupirs… et d’fumé d’tabac.

(Gn’a pas d’quoi fair’ la dans’ du ventre !) »

L’usage du trait d’union comme ponctuation du texte en plus de la scansion des parenthèses qui fonctionne comme des commentaires, fonctionne comme une annotation de l’auteur rendant ainsi un discours à plusieurs voix qui s’en détache en insérant une ironie et un humour noir dans sa poésie.
Le jeu typographique permet de créer un rapprochement avec le lecteur comme à la page 116 :

« Ah ! nom de Dieu, v’là qu’tout r’commence.

L’Amour, y « gonfle tous les cœurs »,

D’après l’chi-chi des chroniqueurs,

Quand c’est qu’y m’gonflera… la panse ? »

Où nous retrouvons un usage fort des guillemets et de points de suspension, créant ainsi un rythme certain dans la poésie ou encore à la page 29 :

« Et au milieu d’leur balthasar

J’vas surgir, moi (comm’ par hasard)

Et fair’ luire aux yeux effarés

Mon p’tit « Mané, Thécel, Pharès ! »

Ici, l’usage des italiques et des parenthèses créent un rapprochement avec le lecteur, rendant un texte vif et haut en couleur, les parenthèses permettent de mettre des commentaires à part, donnant ainsi différents points de vue sur une strophe et apportant un rythme bien particulier, le texte semble alors plus actif, comme vivant et se défait alors des règles de la poésie traditionnelle. Les parenthèses, la présence de guillemets et d’une ponctuation particulière permet un texte expressif très proche de l’oral.
Nous pouvons également remarquer chez Vîrus dans le morceau « Champion’s League » :

« Te font consommer un dictionnaire

Avec que des mots qu’tu connais

Tout plein de « moi je sais »

Déclassés par des vendeurs de hasch, de C qu’auraient pu sortir d’HEC

Encore faut-il y rentrer, la dèche

Aurait raconté des choses quand tu te serais déchaussé »

Les occurrences « HEC », « de C » permettent de faire apparaître les images plus facilement et plus rapidement. Nous notons la présence du discours rapporté : « moi je sais » », il y a donc même chez Vîrus une multiplication des points de vue et un jeu typographique bien présent qui tronque le schéma classique de la poésie le rendant plus vivant.
Une autonomisation de nouvelles combinaisons et une ponctuation non esthétique.
À travers ces troncations par apostrophes et jeu typographiques il y a un phénomène d’autonomisation qui se met en place comme chez Jehan Rictus dans Les Soliloques du Pauvre dans le poème « la journée » à la page 114 :

« V’là les poèt’s qui pinc’nt leur lyre

(Malgré qui n’aient rien dans l’fusil),

V’là les Parigots en délire

Pass’ qu’y pouss’ trois branch’s de persil ! »

C’est bien dans le vers : « V’là les poèt’s qui pinc’nt leur lyre » qu’il y a une autonomisation du « vl’à », contraction tronquée de « voilà » : le morphème « vl’à » deviens donc un substantif assez expressif pour se poster en première position du vers faisant disparaître totalement le son « oi » du substantif.
Nous relevons également une autre autonomisation en début de vers chez Vîrus dans le morceau « Des fins… » :

« J’me penche d’un balcon, réflexe moteur

J’me demande si on survivrait de cette hauteur ?

J’tiens à la vie comme ceux qui se tailladent les veines sur la largeur

Un bord de route, un drôle de marcheur

Les absents sont des lâcheurs,

J’fais de l’autostop en levant le majeur

Me raccroche à c’que j’peux »

Les occurrences « J’me » présentes deux fois en début de vers ainsi que « J’tiens » et « J’fais » présentes également en début de vers permettent de conclure que la troncation de la voyelle « e » du pronom personnel « Je » fais l’objet d’une autonomisation dans la syncope car elle est de moins en moins présente aussi bien que le « oi » de « voilà » chez Rictus.
La ponctuation permet également de rendre à la poésie une certaine vision de la prosodie comme chez Vîrus dans le morceau « Des fins… » :

« A travers toutes ces villes dont les panneaux visibles

A l’entrée offrent un résumé de la vi(e)…site

Hôpital, groupes scolaires, cimetière

Tu nais et pis taffes ; tu meurs, épitaphe. »

Nous avons la « vi(e)…site » les points de suspension permettent l’étirement du vers, il n’est donc pas question d’une esthétisation par la ponctuation mais bien d’indications sur la façon de dire la poésie.

### Néologismes et création lexicale

#### Liaisons -z et transformation phonétique
Nous relevons dans la poésie de Rictus une création lexicale évidente comme dans le poème « La journée » dans Les Soliloques du pauvre à la page 113 :

« Bon v’là l’Printemps ! Ah ! Salop’rie,

V’là l’monde enquier qu’est aux z’abois

Et v’là t’y pas c’te putain d’Vie

Qu’a s’arr’nouvelle encore eun’ fois ! »

La liaison en « z » comme dans « aux z’abois » est ainsi retranscrite pour calquer la liaison faite à l’oral or cette graphie n’est pas dans les normes linguistiques, mais nous relevons de nombreuses constructions particulières comme « v’là t’y pas », expression relevant de l’argot retranscrit de façon phonétique : les néologismes se construisent ainsi sous le prisme phonétique de constructions orales. L’occurrence « c’te », contraction du pronom démonstratif féminin : « cette » est ainsi donc prononcé « ste », il s’agit bien d’un néologisme par le changement phonétique d’un même substantif. Mais nous notons également qu’une fusion de lexèmes peut avoir lieu au fur et à mesure de ces troncations comme l’occurrence : « s’arr’nouvelle », ce néologisme a pu se construire par la troncation de « s’arrête » et fusionne avec « renouvelle », ayant tout le deux le phonème « re » en commun, la fusion se fait donc car les deux lexèmes ont un phonème commun.
Les liaisons en « z » sont également présentes à la page 114 :

« L’est fini l’temps des z’engelures,

Des taup’s a sort’nt avec des p’lures

Dans de l’arc-en-ciel agencées

De tous les tons, de tous les styles »

Dans l’occurrence « z’engelures » il y a l’ajout du « z » alors que le pronom démonstratif « des » présent permet déjà la liaison, il y a donc volontairement un doublement du son « z » de liaison : le poète choisi comment le lecteur doit prononcer et lire sa poésie. L’occurrence « l’est » est également une fusion car : « il est » est tronqué et fusionne donc en « l’est ». Nous remarquons que chez Jehan Rictus les voyelles sont moins fortes que les consonnes au profit du travail musical poétique et oral.

#### Création lexicale et onomatopées
Chez Jehan Rictus il y a de nombreuses créations lexicales issues de l’argot mais également d’une recherche poétique, parfois mettant en scène des onomatopées comme à la page 114 des Les Soliloques du Pauvre dans le poème « La journée » :

« Pis v’là des z’éclairs, des z’orage

Et d’la puï’ qui tombe à siaux,

Rapport à d’gros salauds d’nuages

Qu’ont pas pitié d’mes godillots »

Nous relevons un néologisme particulier pour nommer la pluie : « pui’ », la lettre « l » disparaît donc ainsi que le « e » muet, ou encore à la page 116 :

« Voui, l’vlà l’Printemps, l’marchand d’rameaux ;

Y vient, y trott’, quoiqu’rien n’le presse,

« par les setiers remplis d’ivresse »,

Le v’là qui radin’, le chameau ! »

Le néologisme de « voui » relève de l’oral. Mais nous relevons un autre phénomène orthographique à la page 25 : « Pour euss, les Pauvr’s, c’est eun’ bath chose » » En premier lieu il y a « bath » comme emprunté de l’anglais, mais c’est l’écriture de « euss » qui nous intéresse cependant : il y a une addition du « -s » au lieu de « eux » comme si l’addition de deux « -ss » permet de remplacer le « -x » de « eux ».
Nous retrouvons ce phénomène dans le poème « Songe-mensonge » à la page 42 : « Alorss que moi j’ai rien biffé. »
L’ajout des « -ss » de « Alorss » est toute particulière car il ne remplace pas de « -x ». Il s’agit donc d’une création lexicale forçant la prononciation d’un « -s » muet, cet ajout est donc une volonté du poète d’indiquer la façon dont se prononce sa poésie, quitte à créer une nouvelle prononciation des lexèmes. Il y a donc chez Rictus une orthographie toute particulière à la page 26 : « Et gn’y a pas qu’lui : t’nez Jean Rich’pin » »
L’écriture de « gn’y » a pour ambition une écriture phonétique remplaçant : « Et il n’y a pas que lui », simplifiant ainsi la prononciation et remplaçant le son « n’y a » par « gn’y » comme pour rendre l’écriture plus rapide créant ainsi un néologisme. Tout comme « t’nez », cette syncope par apostrophe fait une liaison inhabituelle puisqu’il s’agit d’une troncation du verbe « tenez », cette troncation permet de perdre un pied au vers, il y a ainsi des raisons prosodiques chez certains néologismes créés. Mais nous notons aussi la présence d’onomatopées qui marquent les textes de Rictus et de Vîrus comme à la page 24 des Soliloques du Pauvre :

« Ah ! c’est qu’on est pas muff’ en France,

On n’s’occup’ que des malheureux ;

Et dzimm et boum ! la Bienfaisance

Bat l’tambour su’ les Ventres creux ! »

Ici, les occurrences liées au bruitage sont « Et dzimm et boum ! », et sont retranscrites de l’oral ou encore chez Vîrus dans le morceau « Des fins… » :

« Bouh… Il fait froid d’un coup

Dites si vous avez besoin de quelque chose pendant que j’suis debout

Tu l’sens quand tu fais ton trou

De ton vivant, les gens font déjà de toi un sujet tabou »

L’onomatopée : « Bouh » ouvre le vers, et permet instantanément d’entrer dans le sujet du poème qui est le froid ou encore dans le morceau « 6.35 » :

« J’étouffais, nan, t’imagine pas que j’me la raconte »

L’écriture de « nan » est ainsi retranscrite de la phonétique de l’oral puisqu’il est nasalisé avec le son « -an » et non le « -on » du « non » français écrit normatif. Il est également placé de façon à couper le vers, entouré de deux virgules, l’onomatopée bouscule l’écrit poétique et le rend ainsi plus expressif.

## Question de l'oralité
L’oralité, qu’il s’agisse de sa construction comme de son résultat, est une question indissociable de l'œuvre et du style de Jehan Rictus. Elle est présente dans les fondements même des Soliloques du Pauvre et se retrouve dans ses réceptions les plus contemporaines. En effet, on sait que Jehan Rictus écrivait les poèmes qui constituent son recueil avec pour objectif de les réciter, d’utiliser l’écrit pour donner de l’oral ; on remarquera d’ailleurs que c’est cela qui le rendit célèbre, que c’est son style de support qui lui a permis de se faire remarquer, au point même de parler de lui en tant que « chansonnier » plutôt que poète. Ce dernier, plusieurs décennies après la rédaction de ses écrits, finit même par les enregistrer sur disque en 1931, ce qui témoigne d’une véritable volonté de la part de l’auteur de faire entendre son travail. L’oral est donc ici pris en considération en aval de l’écrit.
Mais il est également considéré en amont. On sait que Gabriel Randon a longuement fréquenté la vie populaire parisienne avant d'écrire les Soliloques, jusqu’à se retrouver lui-même dans une situation de sans-abri. Cette expérience l’amène à vouloir transcrire et reproduire les sons, le rythme et les accents de la langue à laquelle il s’est confronté ; P. Durand parle à ce propos, en reprenant les mots de Mallarmé, d’un « art puisé au fond d’une « source humaine » ». Et pour cause, il s’agit véritablement de retranscrire la « parlure » populaire et d’en montrer le décalage avec un langage normé, cristallisé et, de fait, détaché des usages. Faute d’une méthode rationnelle pour rendre cela, il s’agit pour Rictus d’utiliser l’outil à la fois le plus efficace mais aussi le plus subjectif qui soit : le style.
Il s’agit, en partant de la langue française telle qu’elle est apprise de tous et académique, d’utiliser ses bases pour tenter de l’actualiser et de la rendre telle qu’elle est dans la bouche de ceux que Jehan Rictus a entendu parler dans sa vie d’errance parisienne. Stéphane Mallarmé utilise d’ailleurs à ce propos l’expression de « déformation du langage », qui illustre cette idée que l’on se sert d’une langue pré-construite pour en modifier la forme afin que celle-ci s’apparente mieux à celle que l’on souhaite écrire, parler, et même peut-être chanter. Mais il s’agit aussi, à partir de cette réactualisation de la langue marginale, d’en faire de la poésie, de créer, à partir de celle-ci, du son et de la mélodie. Ce qui est parfois vu comme paradoxal, c’est que l’écrit, qui ne semble être chez Rictus qu’une passerelle entre un oral qu’il a entendu et un oral qu’il exprime lui-même, est pourtant ce qui nous reste de son œuvre. Or, même si certains accents et certains phonèmes peuvent être entendus par le lecteur contemporain, ce n’est pas le cas de tous, et ce dernier peut parfois être désorienté. Vîrus, qui s’essaya à rapper les textes de Jehan Rictus, et qui en fit même un album studio, parle d’un « décalage » entre ce qui a été produit il y a un siècle et comment ce dernier le restitue. La question qui se pose est donc celle de savoir jusqu’à quel stade cette navigation entre oral et écrit est pertinente, notamment à partir de l’utilisation d’une langue comme la langue française, dont la régularité phonétique à travers le temps est discutable. L’oralité dans l’écriture de Jehan Rictus se veut à la fois phonétique par les sons qu’elle emploie, métrique par les élisions et ellipses dont elle témoigne, et enfin mélodique par les accentuations qu’elle permet et auxquels elle invite.

### Analyse phonétique
Depuis son évolution partant du latin, la langue française n’a cessé de garder attaché à elle un héritage graphique et une manière d’écrire les mots et, de fait, les sons, de plus en plus à côté de ce qui est véritablement représenté. Dans le français standard de la fin du XXe siècle, à titre d’exemple, on note 44 lettres, 111 graphèmes pour 260 graphonèmes,. Cet écart considérable entre les signes qui sont utilisés et le nombre de sons qu’ils représentent montre déjà bien que ces derniers ne représentent pas, synchroniquement, les sons d’une manière rigoureuse et régulière. De plus, d’un point de vue davantage diachronique, on sait aussi que nombreux sont les cas de graphèmes dont le son a évolué mais pas la graphie. La triphtongue représentée par les lettres E-A-U et ayant évolué vers le simple son [o] en est un exemple ; et ce n’est pas la graphie qui nous indique l’étape d’évolution du son. C’est face à ce type de problématique que l’on est à propos des Soliloques du pauvre.
	L’évolution phonétique et la prononciation des mots en français ne sont donc pas alignées vis-à-vis de l’évolution graphique ; cependant, on lit bien les mots que l’on prononce, et on prononce bien les mots en fonction de ce qu’on lit ; et Jehan Rictus, qui sait cela, s’en sert dans son écriture. On ne peut pour autant parler pleinement de phonétisation, car cela voudrait dire que la graphie du mot ou de l’expression est fondée et mise en place intégralement à partir de sa sonorité ; ce qui n’est pas le cas, puisque Jehan Rictus utilise comme base la langue française, dont la graphie n’est pas, historiquement, entièrement fondée sur les sons. Il serait davantage pertinent, cependant, de parler d’une forme de phonétisation partielle, puisque Jehan Rictus part du français normé pour y apporter des modifications utiles dans le cadre d’une écoute de ce qui est écrit. L’expression « déformation du langage » de Mallarmé a du sens, une fois de plus. La question est donc de savoir quel est le point de départ (ou quelle est la prononciation normative de laquelle on part) et quel est le point d’arrivée (ou quelle est la prononciation finale, propre aux accents que Jehan-Rictus a voulu rendre et se différenciant de la prononciation d’origine par les modifications graphiques qu’il applique à ses poèmes). Le style de Jehan Rictus, en ce qui concerne sa poésie écrite, c’est ainsi un parler que l’on tente d’identifier à partir d’indices graphiques.
	Certains éléments graphiques, mis en relation avec leur contexte, peuvent en effet être des indications pertinentes quant aux sons qui doivent être rendus par Les Soliloques du Pauvre, et peuvent permettre d’identifier la modification que le lecteur devrait, à l’oral, appliquer. Quelques recherches peuvent nous permettre de retrouver aisément ces sons, notamment du côté de l’index de prononciation de J. De Malvin-Cazal, qui nous donne un état de la langue au milieu du XIXe siècle (difficile d’en trouver un plus contemporain des Soliloques).
Tout d’abord, sur le plan vocalique, la combinaison de cette base de données officielle et d’autres indices peuvent grandement nous aider. C’est le cas par exemple dans la modification opérée entre certains sons vocaliques [ɛ], remplacés par de simples lettres A. On la retrouve fréquemment sur la P3 du présent de l’indicatif du verbe être :

« - J’ai idée qu’y s’a foutu d’nous ! » (p. 17) 

- « Y s’a changé en hareng saur » (p. 18)

- « Tout ton monde y s’a défilé » (p. 84) »

On retrouve également très fréquemment cela sur le pronom elle, notamment dans cette strophe du poème « La Journée » :

« La Natur’ s’achète eun’ jeunesse,

A s’déguise en vert et en bleu,

A fait sa poire et sa princesse

A m’fait tarter, moi, qui m’fais vieux. » (p. 113) »

Tout d’abord, dans ces deux cas, le point de départ est relativement aisé à identifier si l’on passe par quelques recherches. Concernant la P3 du verbe être, il y est précisément dit qu’elle se prononce [ɛ] ; concernant le pronom elle, on sait également que la voyelle initiale est un [ɛ] car il est dit qu’elle est moyenne ou demi-ouverte si le E est non-accentué et initial et que le mot est un dissyllabe finissant par un E muet. La lettre A, quant à elle, code le son [a] avec une certaine régularité. De plus, comme le phénomène changeant concerne le son [ɛ] et que l’on aboutit au graphème A, on peut sans trop de difficulté affirmer que Jehan-Rictus opère ici une ouverture de la voyelle d’un degré tout au plus.
Pourtant, cet exemple nous met également face à une difficulté : dans son traité de prononciation, Malvin-Cazal fait la différence entre un E « demi-ouvert », « ouvert » et « très ouvert » ; manque de chance, notre [ɛ], que l’on devine surtout grâce à elle, est au milieu du XIXe siècle demi-ouvert. Il y a donc deux états qui ne séparent du [a] quant à son ouverture, et il est impossible de savoir lequel de ces trois sons code le A remplaçant le E des Soliloques du Pauvre. Ce genre d’exemple nous montre comment, d’une part, le style de Jehan-Rictus est de nous confronter à une véritable « déformation de la langue », mais que, d’autre part, cette déformation se heurte à des incertitudes concernant les sons de la langue de départ notamment. Le rappeur Vîrus, qui accentue d’ailleurs le fait que Rictus « travaille » sur la « phonétique, le son des mots », se heurte également à l’impossibilité de rendre ces sons avec une fidélité parfaite. Même si les phénomènes peuvent être identifiables, il y a ainsi un « décalage » entre les états de langue.
D’autres indices peuvent cependant nous guider pour tenter de repérer les sons à prononcer dans les poèmes des Soliloques du pauvre. En effet, il ne faut pas passer à côté du fait qu’il s’agit d’un travail poétique sur les sons et que, malgré une certaine déformation du langage, le travail de versification et de mise en place de rimes est, lui, parfaitement régulier. Observons par exemple le cas suivant, tiré de « L’Hiver » :

« V’la l’temps ousque jusqu’en Hanovre

Et d’Gibraltar au cap Gris-Nez,

Les Borgeois, l’soir, vont plaind’ les Pauvres

Au coin du feu…après dîner ! » (p. 11) »

Dans une prononciation standard, on serait tenté de prononcer la dernière voyelle [ɔ] sur « Hanovre » et [o] sur « Pauvres ». Or, les deux mots riment, et on doit donc faire un choix, et modifier la prononciation d’une des deux voyelles. On a ainsi une modification de prononciation vocalique qui nous est indiquée non pas par la graphie, mais par la versification. Cependant, il reste difficile de savoir s’il s’agit d’un phénomène d’ouverture du [o] ou de fermeture du [ɔ] ; comme Hanovre est un nom propre, on serait peut être davantage tentés d’ouvrir « Pauvres ». Mais on remarque aussi qu’Hanovre est un nom d’origine Allemande avec une prononciation en [o] dans sa langue d’origine ; la modification pourrait donc tout aussi bien se trouver ici.
	Sur le plan consonantique, les modifications sont plus rares. On note toutefois la présence d’un z’ entre les mots supposés avoir une liaison due au S muet, marquant généralement le pluriel (par exemple dans « La Journée » : « L’est fini l’temps des z’engueulures » ou « Pis v’la des z’éclairs, des z’orages »). Il est cependant assez difficile de savoir si ce z’ code une accentuation de cette liaison, qu’on pourrait oraliser en allongeant sa durée (ce qui est possible puisqu’elle est constrictive), ou s’il ne permet que de préciser qu’il y a bien une liaison au cas où on serait tentés de ne pas la lire, dans une orthographe qui fait qu’elle ne va pas de soi.
	On a donc, d’un point de vue phonétique, une restitution qui, bien qu’elle soit nourrie de nombreux indices nous indiquant des tendances à suivre et des phénomènes de déformation identifiables, peine à trouver une position fixe, et est difficilement dissociable du point de départ de la langue du lecteur/orateur au profit de celle de Jehan-Rictus. Ces difficultés sont essentiellement dues au fait que l’orthographe des mots en français ne cristallise en rien leurs sons, et ne les fige qu’en tant que mots, dans le sens le plus vide du terme. Le fait de les déformer ainsi fait donc entendre des modifications, mais ces dernières ne sont pas les mêmes en fonction des lecteurs.

### Analyse métrique
Le contexte poétique à la fin du XIXe siècle, au moment de la publication des Soliloques du Pauvre, témoigne d’un certain nombre de renversements des valeurs et d’expérimentations (ou de ré-expérimentations) de formes variées quant à la mise en poème des textes. Jehan Rictus écrit après l’influence de poètes ayant interrogé la forme sacrée et sacralisée de l’alexandrin et ayant remis en cause son monopole acquis depuis le XVIIe comme Hugo, qui, bien qu’il écrivit en vers de 12 syllabes, en déforma déjà le rythme d’origine pour créer un rythme ternaire 4/4/4 au lieu de 6/6 (voir par exemple : « Les coups du sort, les coups de mer, les coups du vent »). Ce sont ces premières avancées qui aboutiront à la fin du siècle en une véritable crise de l’alexandrin, auquel de nombreuses formes viendront d’opposer, comme le décasyllabe, le vers libre, les vers impairs ou encore les octosyllabes qu’utilise récurremment Jehan Rictus. Il peut par ailleurs être intéressant de rappeler que Jehan Rictus, au tout début du recueil, se moque d’Hugo et de sa fausse pitié à l’égard des pauvres, du profit qu’il tirerait du peuple pour son bien personnel, qu’on pourrait étendre aussi à cette fausse déformation qu’il met en œuvre, de cette prise de risque artificielle qui au fond conserve un mètre archaïque pour y associer un rythme en trois temps, allant de pair avec l’aristocratisation de la valse durant le même siècle.
Jehan Rictus entend donc combattre cette fausse modestie, et utilise pour cela l’octosyllabe, qui à l’époque est le mètre populaire par excellence. Il ne donne pas la parole au peuple : il incarne le peuple qui parle. Le mètre est chez lui non seulement une manière de faire poésie, mais aussi de faire entendre ce langage parisien populaire, non pas à travers un regard extérieur mais avec un style propre.
Et cette métrique fondée sur des octosyllabes va également de pair avec la déformation langagière et le travail sur les mots et leurs sons qui sont opérés par Jehan Rictus. En effet, nombreux sont les cas dans les poèmes des Soliloques du pauvre d’octosyllabes formés grâce à l'élision d’une et parfois même de plusieurs voyelles sur des mots. Il suffit pour observer cela de prendre par exemple les premiers vers de « La Journée » :

« Bon’v’la l’Printemps ! Ah ! salop’rie,

V’la l’monde enquier qu’est aux z’abois

Et v’la t’y pas c’te putain d’Vie

Qu’à r’biffe au truc encore eun’fois ! » (p. 153) »

Les élisions permettent ici de ne faire qu’une syllabe de certains mots qui en feraient plusieurs en français standard. On note que ce sont souvent des voyelles assez faibles comme les e caducs (« l’Printemps » / « l’monde » / « c’te » / « d’Vie » / « r’biffe ») qui disparaissent ; voyelles que l’évolution de la langue tendait déjà à faire disparaître depuis plusieurs siècles, et qui n’était ici théoriquement prononcées que par le biais de règles poétiques de versification qui en obligeaient l'articulation devant une consonne. Par ailleurs, ils restent ici écrits lorsqu’ils sont devant une voyelle (par exemple sur « encore »), car ils étaient déjà muets conformément à ces mêmes règles de versification. On voit là encore comment l’écrit est influencé par ce que Jehan-Rictus veut rendre à l’oral à partir des règles et de la prononciation d’origine, et non à partir des phonèmes et graphonèmes en eux-mêmes.
On s’amusera par ailleurs à remarquer que certains vers, si on les réadapte en français standard, donnent des alexandrins. Par exemple dans « Le Printemps » : « Et v’la t’y pas c’te putain d’Vie » → *Et ne voilà-t-il pas cette putain de Vie ? ou « L’Homm’de not’temps faut qu’y s’arr’pose » → *L’Homme de notre temps, il faut qu’il se repose. Il s’agit là de vers dont l’adaptation en alexandrins n’est pas vide de sens. D’un côté, c’est la représentation de la Vie qui, tronchée pour en faire un octosyllabe, est différenciée entre vie artificielle du poème en alexandrins et vraie vie de celui de Jehan-Rictus ; de l’autre, c’est l’Homme dans le sens global du terme qui « repose » véritablement le langage écrit standard sur une oralisation de son écriture, davantage cohérente avec « notre temps ».
La déformation du langage écrit standard par l'injection d’éléments hérités de l’oral se retrouve donc également dans son rythme et dans la manière dont ce dernier est scandé. C’est même grâce à cette déformation qu’une nouvelle rythmique apparaît, et les mots n’ont pas à être adaptés par leur nombre, mais par leur contenu.
Les Soliloques du Pauvre permet donc de traiter cette question de l’oralité sous un spectre singulier, à savoir celui d’une tentative de passage de l’oral vers l’écrit puis à nouveau vers l’oral, le tout en prenant comme base une langue déjà existante et codée. En opérant cette déformation du langage sur laquelle nous sommes revenus à plusieurs reprises, Jehan-Rictus crée un style et fait naître sa poésie à partir de la représentation d’un accent ; accent qu’il façonne dans une visée esthétique.
Cependant, parler d’oralisation nécessite aussi de prendre en compte la réception de ces écrits, notamment du côté des interprétations qui peuvent être faites de ceux-ci. Et cette réception, bien qu’elle reconnaisse parfois l’intérêt de l’écriture de Jehan-Rictus ainsi que sa modernité, peine à en restituer parfaitement la sonorité au fur et à mesure que les décennies s’écoulent, comme c’est le cas de Vîrus, dont nous avons déjà parlé et dont nous reparlerons. C’est à propos de cette question de la réception, et plus généralement de l’héritage, que nous proposons de continuer notre étude, car elle paraît essentielle lorsqu’il s’agit d’une œuvre qui impose ses règles comme c’est le cas ici.

## Influence de l'œuvre sur la poésie duXXesiècle
(janvier 2024).
Dans son recueil, Jehan Rictus a fait siens certains procédés stylistiques déjà utilisés par la chanson populaire, notamment par Aristide Bruant, comme l’argot et le recours à la syncope. Présentées comme de la « grande poésie », elles déconcertent le lecteur. D’autres procédés audacieux comme la juxtaposition du sublime et du trivial ainsi que les jeux rythmiques, pourraient aussi expliquer la marginalité des Soliloques du pauvre. Il semble pourtant que la poésie de Jehan Rictus a inspiré à d’autres poètes une poésie décalée, voire permissive, fondée sur la plasticité du langage et la rupture des conventions. On peut citer comme exemples Raymond Queneau et Boris Vian, qui reprennent dans L’Instant fatal et Je voudrais pas crever la figure du poète conscient de sa finitude, qui cherche à tourner la mort en dérision.

### Des rimes artificielles qui tournent au burlesque

#### Dans la section du «Printemps» de Jehan Rictus
Dans les strophes cinq et six de la première section du « Printemps », Jehan Rictus jette le doute sur la prononciation de « persil », qui peut rimer avec « fusil » ou avec « styles ». Quel que soit le choix adopté par le lecteur, il implique de renoncer à une rime (fusil/persil ou persil/styles) ou de modifier la prononciation du mot « fusil » en « fusile ». 

« V’là les poèt’s qui pinc’nt leur lyre

(Malgré qu’y n’aient rien dans l’fusil),

V’là les Parigots en délire

Pass’qu’y pouss’trois branch’s de persil !

L’est fini l’temps des z’engelures,

Des taup’s a sort’nt avec des p’lures

Dans de l’arc en ciel agencées

De tous les tons, de tous les styles ; »

#### L’absurdité des rimes dansL’Instant fatal(1948) de Raymond Queneau etJe voudrais pas crever(1962) de Boris Vian
L’ambiguïté des rimes dans « Le Printemps » rappelle les modifications orthographiques employées par Boris Vian pour faire rimer « fosse » et « osses » dans le poème « Quand j’aurai du vent dans mon crâne » : 

« Quand j’aurai du vent dans mon crâne

Quand j’aurai du vert sur mes osses

P’tête qu’on croira que je ricane

Mais ça sera une impression fosse »

Le mot « os » est volontairement mal orthographié pour rimer avec le nom « fosse ». Vian manipule l’orthographe du mot pour indiquer au lecteur la prononciation à adopter, faire ainsi fonctionner les rimes alternées. L’orthographe de « fosse » est aussi un calembour qui remplace l'adjectif « fausse » et rappelle le champ lexcial macabre. De même, la syncope de l’adverbe « peut-être », qui devient « p’tête », donne à voir la « tête » comme écho du « crâne » mentionné plus haut
L’artificialité des rimes, qui existent pour répondre à une convention, est aussi tournée en dérision par Raymond Queneau dans le poème « Ombre d’un doute » :

« Je mdemandd squ’on fait icigo

sur cette boule d’indigo

c’est pour la rime qu’on dit ça

et c’est pour la raison sans doute

que tout lmonde va sfairefoutre

en grand habit de tralala »

Le troisième vers rend compte d’une vision utilitariste de la langue qui désacralise l’œuvre poétique en la réduisant à un ensemble de règles auxquelles le poète ne fait que se conformer. De manière implicite, le poète donne la priorité au son sur le sens, en privilégiant la rime en -a qui se clôt sur le mot « tralala », lui-même familier et dénué de toute connotation lyrique ou poétique.

### D’un lyrisme sérieux à une poésie revendiquant sa trivialité

#### Jeux poétiques sur le bas du corps, de Jehan Rictus à Raymond Queneau et Boris Vian
Les mots choisis par Jehan Rictus pour occuper la fin des vers révèlent la volonté de créer une poésie triviale, voire comique. Dans les cinquième et sixième strophes du « Printemps », Jehan Rictus passe ainsi de la « lyre », symbole du poète, au « persil », simple aromate. De même dans la sixième strophe de la troisième section du « Printemps", il évoque d’abord les « rameaux », fête catholique célébrée au printemps, pour terminer par une insulte animalière, un « chameau ».
On retrouve la dégradation du sublime au trivial dans les œuvres de Boris Vian et Raymond Queneau. Dans « Je crains pas ça tellment », Raymond Quenau fait rimer les « entrailles » avec des homéotéleutes : « moustiquaille », « bouquinaille » et « écrivaille ». Il crée des néologismes qui dégradent la vision sacrée du poète et injecte la répétition d’un son faisant penser à l’interjection « aïe ». Le poème tourne en dérision le pathos du thème macabre, en l’associant à un mot quotidien et trivial. 
Le même procédé est utilisé par Boris Vian dans « Quand j’aurais du vent dans mon crâne » :

« Ma paire de bidules

Mes mollets mes rotules

Mes cuisses et mon cule

Sur quoi je m’asseyois

Mes cheveux mes fistules

Mes jolis yeux cérules

Mes couvre-mandibules »

Le bas du corps est mis en avant avec le « cule », que l’épithèse fait rimer avec les autres vers, les fistules, la plus célèbre étant peut-être la fistule anale de Louis XIV, et la « paire de bidules », métaphore assez explicite par elle-même. Un vers similaire apparaît chez Jehan-Rictus : « Les trous d’mes coud’s et ceux d’mon cul ». Le mot « cule » précède un mot plus savant, l’adjectif « cérule ». Ce néologisme est créé par Vian à partir de l’adjectif « cérulé », terme que le dictionnaire du CNRTL qualifie de rare et littéraire et qui signifie « d’un bleu azur ». Par cette juxtaposition lexicale, Vian rapproche le trivial du sublime et crée un effet de défamiliarisation face à la langue, semblable à ce que peut produire l’utilisation exagérée de mots argotiques par Jehan Rictus.

#### Une poésie provocatrice, qui mélange sens propre et figuré
L’argot, provocateur et Jehan Rictus a une utilisation particulièrement poussée de mots argotiques, mais on peut retrouver son influence chez Raymond Queneau, par exemple. Ainsi, le poème « Complainte » est un calembour sur le mot « con », qui forme une épiphore tout au long du poème :

« Jconnaîtrai jamais le bonheur sur terre

je suis bien trop con

Tout me fait souffrir et tout est misère

pour moi pauvre con »

Choisir ce mot désignant d’abord un vagin puis devenu une insulte dans le langage courant en montre son omniprésence dans le langage. À la fois comme nom et comme adjectif, n’importe quelle proposition peut être associée à ce mot. Par ailleurs, Queneau se livre à un jeu provocateur, car au-delà de l’insulte, c’est aussi le sexe féminin et le tabou qui l’entoure, qui sont ici mis en vers. Le lecteur est ainsi mis face au paradoxe d’une utilisation abusive de ce mot au sens figuré alors que ce qu’il désigne au sens propre est dévalorisé et entouré d’un tabou. L'assonance du son « on », l’insulte répétée, achèvent de donner au poème une sonorité quelque peu agressive. Elle insiste sur la position marginale de l’instance poétique, qui fait fi des conventions de politesse et littéraires en considérant le potentiel poétique de la langue dans son ensemble.

### Décalage de la parole par l’accentuation poétique

#### Après Jehan Rictus, l’accentuation poétique révélatrice de nouvelles interprétations chez Raymond Queneau
Dans Les Soliloques du Pauvre, Jehan Rictus opère un travail important d’accentuation qui favorise le décalage, l’étonnement et instaure une mélodie particulière à sa parole. De manière similaire, on repère dans certains poèmes de Queneau et Vian un travail sur le rythme qui permet de se passer de mots, et génère parfois de nouvelles significations au texte. Ainsi, dans « Je crains pas ça tellment » :

« Un jour je chanterai Ulysse ou bien Achille

Enée ou bien Didon Quichotte ou bien Pansa (...) »

L’accent porté à l’hémistiche sur la syllabe « don » le fait ressortir du reste du vers, faisant alors entendre « Don Quichotte », bien qu’il s’agisse de la syllabe finale de « Didon ». On entend presque simultanément l’allusion à la reine mythologique Didon et celle au personnage romanesque de Cervantès. Queneau élabore une forme d’économie du vers, par laquelle il conserve les douze pieds de l’alexandrin aussi bien que les deux couples mythiques.

#### Jouer avec l’accentuation poétique pour créer la satyre: l’exemple de Boris Vian
Quant à Boris Vian, il y a dans « Quand j’aurais du vent dans mon crâne » un jeu avec les accents qui crée la satyre :

« Tous ces riens admirables

Qui m’ont fait apprécier

Des ducs et des duchesses

Des papes et des papesses

Des abbés des ânesses »

Dans les trois derniers vers, l’accent porté sur les monosyllabes et les avant-dernières syllabes crée un rythme syncopé qui conduit peu à peu à l’effacement de la conjonction « et », finalement remplacée dans le dernier vers par la fin du mot « abbé », qui sonne comme un monosyllabe sans en être un. La déclinaison régulière des couples masculin/féminin est aussi perturbée : pas d’abbesse ici, mais des ânesses. On retrouve le même jeu de dégradation du sérieux au trivial étudié plus haut. Se crée alors une sorte d’homophonie entre les sons toniques [be], d’abbés, et [esse], d’ânesse, qui invitent le lecteur à relire le vers à la lumière du parallélisme abbé/ânesse. L’accent tonique fait naître une ambiguïté phonologique dans laquelle « des abbés des ânesses » deviennent des « ânes et des ânesses », qui dégradent le statut des abbés. Malgré une apparence de simplicité rendue par l’utilisation d’un lexique quotidien, voire familier, ces poèmes construisent un jeu poétique complexe autour de la langue et des conventions poétiques. Par leur travail jouant sur les contrastes et une esthétique de la langue réprouvée, ils prolongent certains aspects de l'œuvre de Jehan-Rictus et développent leur propre humour poétique, invitant le lecteur à les rejoindre dans ces jeux.

## Jehan Rictus et les dadas
Jehan Rictus et les dadas sont à rapprocher quant à la visée de l’expression de leur langage. En effet, ces derniers partagent un intérêt pour les thèmes de l'injustice sociale et de la misère humaine. Cependant, là où Rictus donne la parole aux peuple, les dadas cherchent à se moquer des conventions artistiques et littéraires de leur époque par l’humour, la destruction, le scandale ou encore la violence ; et cela, en créant des œuvres qui défient les attentes du public et qui remettent en question les normes établies. Son but étant de provoquer et d’amener le spectateur à réfléchir sur les fondements de la société et à découvrir une liberté du langage.
C’est suivant cette pensée que Marcel Duchamp tient son premier salon le 9 avril 1917 et y expose sa sculpture « Fontaine », un ready-made qui fait scandale.
Les membres du salon en viennent à se poser une question assez vaste « Qu’est-ce qu’une œuvre d’art ? » Tout en remettant en question celle de Duchamp et sa légitimité à se trouver dans un musée. Contre toute attente et comble de l’ironie grinçante des dadas, il détruit volontairement ses originaux et accepte les copies, ce qui, dans un sens, détruit le concept d'œuvre d’art comme on veut l’entendre à l’époque.
Un autre exemple chez Tristan Tzara, chef de file du mouvement dadaïste :

« « Pour faire un poème dadaïste

Prenez un journal.

Prenez les ciseaux.

Choisissez dans le journal un article ayant la longueur que vous comptez donner à votre poème.

Découpez l'article.

Découpez ensuite avec soin chacun de mots qui forment cet article et mettez-les dans un sac.

Agitez doucement.

Sortez ensuite chaque coupure l'une après l'autre.

Copiez consciencieusement dans l'ordre où elles ont quitté le sac.

Le poème vous ressemblera.

Et vous voilà un écrivain infiniment original et d'une sensibilité charmante, encore qu'incomprise du vulgaire. »

— Tristan Tzara (1920) ».
C’est sous la forme d’un « cadavre exquis » que Tzara nous donne les directives, à la manière d’une recette de cuisine, afin de constituer un poème dadaïste. C’est en 1920 que naît cette pratique qui a longtemps fasciné les surréalistes, ces poèmes étant le fruit du hasard. C’est sur ces instructions qu’un projet de classe appelé « Le Parisible » suit les instructions données par Tzara pour créer un poème dadaïste. Il y a ni travail du rythme ni travail de la rime (contrairement à Rictus), seulement un poème issu du hasard au plus proche de celui qui le crée « le poème vous ressemblera ».
Tout en analysant ce poème dadaïste, il est intéressant de constater que la superposition de groupe syntagmatique qui n’aurait pas lieu de cohabiter dans l’entité du texte rend le texte en question amusant. Tout comme la typographie (question que Rictus ne se pose pas dans les Soliloques) que ce soit dans les caractères en gras mais aussi dans la police d’écriture mettant en évidence des termes comme « veulent » ou encore « c’est gratuit… mais » qui fait porter la voix (mais aussi l’œil) sur des revendications.
De plus, un élément flagrant, le terme « exceptionnellement », se distingue, par le fruit du hasard objectif, du collage par son fond noir mais aussi sur le fait qu’il soit collé en biais. Sémantiquement, ce collage joue de sa forme ludiquepour porter une revendication sociale et politique encore une fois par le hasard de leur disposition dans le sac. Il est question de la colère des éleveurs laitiers n’ayant pas suffisamment de temps pour profiter de loisirs comme aller au cinéma ou encore aller au cirque. Il est aussi question d’argent où la gratuité entre en opposition avec 125 millions d’euros imprimés typographiquement en plus petit et faisant ainsi penser aux petites lignes d’une publicité ou d’un contrat. Cette gratuité est contrastée aussi par la conjonction de coordination « mais » qui préfigure ces petites lignes. De plus, ce « exceptionnellement » qui se distingue semble capter l’attention de celui qui le voit, à l’image d’une offre promotionnelle et donc dans la continuité de cette métaphore publicitaire. Cette revendication, Rictus ne la laisse pas au hasard et parle des inégalités sociales et de la misère en connaissance de cause.
Pour revenir sur les termes de « fondements de la société » dans les Soliloques, ce sont ceux de la langue du peuple, peuple qui est remis au devant de la scène dans l’emploi de son langage longtemps déprécié et jugé inadéquat en poésie et utilisé pour rendre compte d’un sociolecte. Rictus affirme que la langue du peuple est riche dans son sens comme dans son rythme et qu’il serait une erreur de ne pas s’attarder dessus.
Le mouvement dada peut encore plus se morfondre dans l’usage de la langue que fait Jehan Rictus car, sous un militantisme radical, les dadas s’attaquent aux valeurs culturelles d’une bourgeoisie coupable « d’un immense crime organisé », celui de la Grande guerre, avec humour et dérision. Ce militantisme, nous le retrouvons chez Rictus, dans cette opposition radicale entre bourgeoisie et peuple; entre luxe et misère; entre santé et épuisement. Le crime que dénonce le personnage sous les traits de Jehan Rictus et qui est explicité dans le troisième segment du Printemps, est que cette instance supérieure prônant sur les hommes ne les rendent pas égaux (donc libres) ni ne soulagent les hommes du peuple de leur misère.

« Oh ! mon Guieu, si vous existez,

Donnez-nous la forc’d’être libres

Et que mes souhaits s’accomplissent »

## Jehan Rictus et les Surréalistes
Les surréalistes, dans la continuité de dada, tentent de réinsérer du fond dans la forme. C’est ainsi que dans les années 1930, de nombreux membres du mouvement ont adhéré au Parti communiste français, fasciné par la figure de grands hommes comme Staline. La crise économique et politique de l’époque poussent de nombreux artistes et intellectuels à chercher des solutions radicales pour résoudre les problèmes sociaux, et c’est ainsi qu’il rejoint ce qu’a pu faire Rictus. Louis Aragon, par exemple, s’engage particulièrement dans la période de l’entre-deux guerres. C’est dans son écriture qu’il promeut ces idéaux et la possibilité de créer une société socialiste égalitaire.
Dans cet extrait, il est question de la manifestation du 1er mai 1917 qui se déroule simultanément à Petrograd et Paris. Cette manifestation, de la part des socialistes et des travailleurs, a un but commun : de meilleures conditions de travail et de vie pour les travailleurs. Cette segmentation des classes, visible chez Rictus dans « Printemps », entre bourgeoisie et classe populaire, se retrouve ici dans le cloisonnement social dans la peur de la bourgeoisie « la terreur des salons dorés » et la colère de la classe populaire « cette banlieue… l’écho lointain de la colère ».

« Quand les hommes descendaient des faubourgs

et que la Place de la République

le flot noir se formait comme un poing qui se ferme

les boutiques portaient leurs volets à leurs yeux

pour ne pas voir passer l’éclair

Je me souviens du Premier Mai mil neuf cent sept

quand régnait la terreur dans les salons dorés

On avait interdit aux enfants d’aller à l’école

dans cette banlieue occidentale où ne parvenait qu’affaibli

l’écho lointain de la colère

(…)

Pliez les réverbères comme des fétus de paille

Faites valser les kiosques les bancs les fontaines Wallace

Descendez les flics

Camarades

descendez les flics

Plus loin plus loin vers l’ouest où dorment

les enfants riches et les putains de première classe

Dépasse la Madeleine Prolétariat

Que ta fureur balaye l’Élysée

Tu as bien droit au Bois de Boulogne en semaine

Un jour tu feras sauter l’Arc de triomphe

Prolétariat connais ta force

connais ta force et déchaîne-la »

— Louis Aragon
De plus, le « flot noir (…)  comme un poing qui se ferme » devient un signe paramilitaire d’appartenance à la gauche antifasciste qui annonce le fait qu’on est prêt à en découdre : « usage bon enfant du lever de poing, [qui] cohabite avec d’autres qui révèlent, des photos le montrent, comme aux origines, la colère voire une violence potentielle ». La violence potentielle se distingue dans la seconde partie de l’extrait à travers les impératifs « Pliez » ; « faites valser » ; « Descendez ». C’est un appel à une révolte offensive comme le prouve la répétition « Descendez les flics » qui encadre le terme « camarades » qui semblent nassé, pris en étau par les forces de l’ordre. De cette révolte offensive découle une destruction des monuments touristiques de Paris dans la continuité du Paris surréaliste « feras sauter l’Arc de triomphe » ; « ta fureur balaye l’Élysée » pour une revalorisation de lieu de vie et de travail « physique » « Tu as bien droit au Bois de Boulogne en semaine ».
Ainsi, le surréalisme, renouant avec le fond, s’approche au plus près de ce qu’a pu faire Rictus mais dans une pratique politique plus intense. Le surréalisme, dans l’idéalisme communiste, lutte pour les droits des travailleurs aux limites de la violence là où Rictus, donnant la parole aux peuples, décrit au mieux ce fossé entre classe populaire vivant dans la misère et bourgeoisie luxuriante, en usant d’une violence qui est d’autant plus phonétique.